# ファクンド・パーラ
ファクンド・マヌエル・カルロス・パーラ（Facundo Manuel Carlos Parra, 1985年6月15日 - ）は、アルゼンチン・ブエノスアイレス出身の元サッカー選手。現役時代のポジションはフォワード。

## 経歴

### クラブ
2004年、アルゼンチン・プリメーラB・ナシオナル（2部）のCAチャカリタ・ジュニアーズでプロデビュー。2007年から2シーズンはギリシャ・スーパーリーグのAEL 1964にレンタル移籍し、活躍を見せた。
2009-10シーズンは、プリメーラ・ディビシオン（1部）に昇格したチャカリタに戻るが、チームが降格した翌シーズンは CAインデペンディエンテへレンタル移籍。2010年のコパ・スダメリカーナでは決勝で2点を挙げるなどチームの優勝に貢献し、この大会の優勝チームが招待される翌2011年のスルガ銀行チャンピオンシップ2011で来日し、ジュビロ磐田との試合でゴールも決めている。
2012-13シーズン、イタリアのアタランタBCへ移籍し、欧州主要リーグ初挑戦。
2013年8月8日、かつてレンタルでプレーしたCAインデペンディエンテに移籍した。2014年8月13日、アステラス・トリポリスFCに加入し、再びギリシャの地でプレーすることとなった。
2017年8月29日、プリメーラB・ナシオナルへ昇格したクルブ・アグロペクアリオ・アルヘンティーノへ加入することが発表された。

### 代表
U-20のアルゼンチン代表でのプレー経験がある。

## タイトル
インデペンディエンテ
- コパ・スダメリカーナ : 2010